# Pseudophragmotrichum cubense
Pseudophragmotrichum cubense är en svampart som beskrevs av W.P. Wu, B. Sutton & Gange 1998. Pseudophragmotrichum cubense ingår i släktet Pseudophragmotrichum, divisionen sporsäcksvampar och riket svampar.   Inga underarter finns listade i Catalogue of Life.